# Royal Never Give Up
Royal Never Give Up ou RNG é uma organização chinesa de esportes eletrônicos sediada em Pequim.
Sua equipe de League of Legends compete na League of Legends Pro League. Foi fundada em maio de 2015. RNG venceu a Etapa de Primavera da LPL 2016 e as Etapas de Primavera e de Verão da  LPL 2018, e é o campeão do Mid-Season Invitational de 2018, 2021 e 2022.  A organização também conta com uma equipe de Dota 2, que participou do The International 2019.

## League of Legends

### História

#### 2016
Ao vencer a Etapa de Primavera da LPL e a Etapa de Verão, a RNG se classificou para o Campeonato Mundial de 2016.

#### 2017

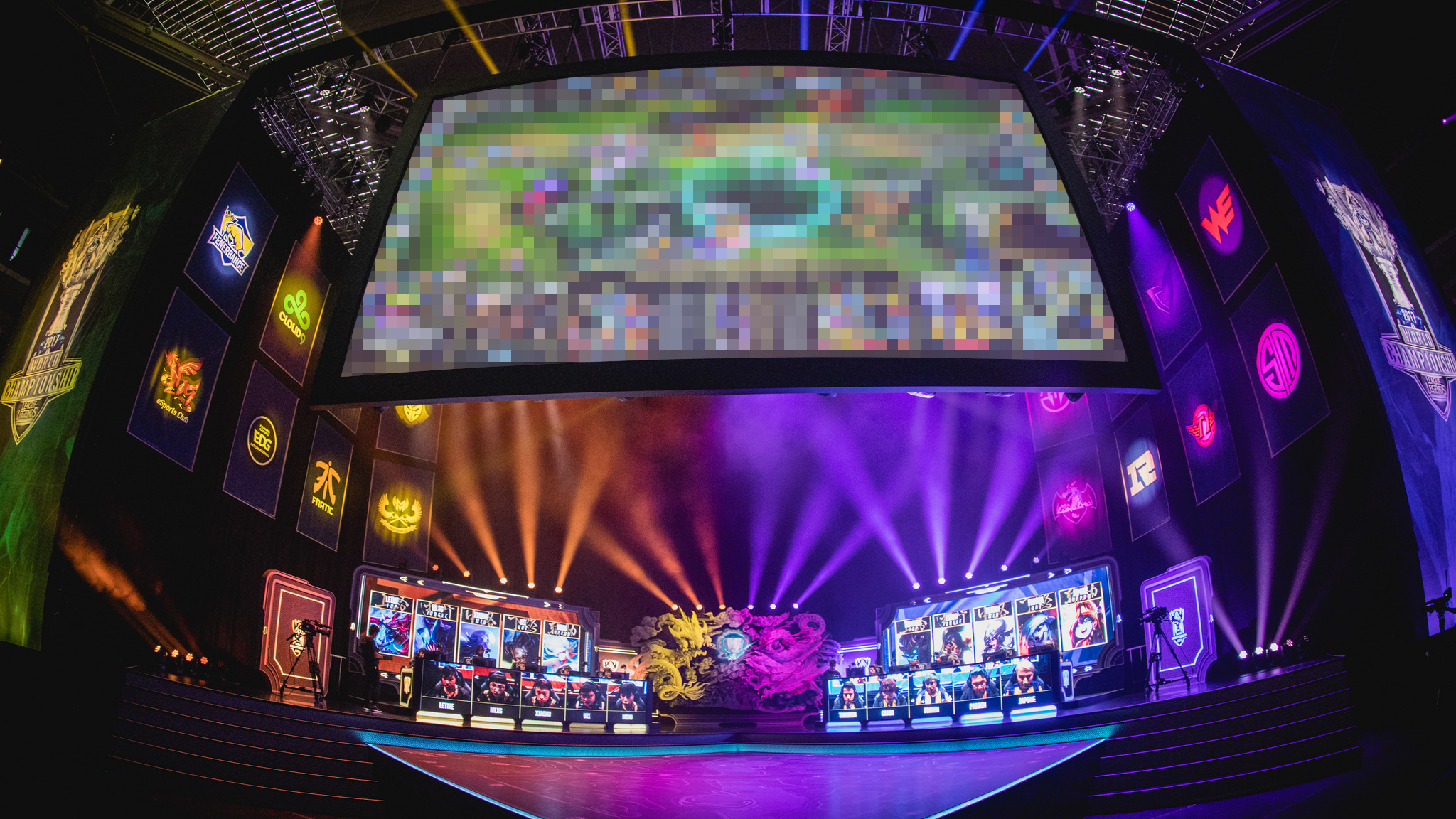
Partida do Worlds 2017 no Wuhan Sports Center Gymnasium entre RNG e 1907 Fenerbahçe

Na Etapa de Primavera da LPL 2017, a RNG foi colocada no Grupo A e conquistou o primeiro lugar. Nos Playoffs daquele mesmo split, a RNG derrotou EDG nas semifinais com um placar de 3–1. Porém, foram derrotados pela WE nas finais com um placar de 0–3, e perderam a vaga para o Mid-Season Invitational 2017.
Em junho, a RNG venceu os Playoffs da Demacia Cup Summer 2017 em Changsha. Em julho, a RNG ajudou a LPL a conquistar seu primeiro campeonato de Rift Rivals. Nos Playoffs da Etapa de Verão da LPL de 2017, a RNG derrotou o Team WE com um placar de 3–2 nas semifinais. Eles foram derrotados novamente nas finais pela EDG com um placar de 2–3.
Apesar da RNG ter dois vice-campeonatos nas etapas de primavera e verão, eles ganharam pontos suficientes e conseguiram a vaga para o Campeonato Mundial de 2017 . A RNG foi sorteada para o Grupo C e conquistou o 1º lugar na fase de grupos. Durante as quartas de final, eles derrotaram o Fnatic com um placar de 3–1, mas foram derrotados pelo SK Telecom T1 nas semifinais.

#### 2018
Nos Playoffs da Etapa de Primavera da LPL 2018, a RNG derrotou a Team WE em duas rodadas. Eles derrotaram a IG nas semifinais e a EDG nas finais e foram campeões do split. No Mid-Season Invitational 2018, a equipe conquistou o 1º lugar na fase de grupos. Durante a rodada de desempate pelo 1º lugar , a RNG derrotou KZ da LCK  por 3–1.
Em junho, a RNG venceu a Demacia Cup Summer 2018 em Zhuhai. No mês seguinte, a RNG ajudou a LPL a conquistar o campeonato de 2018 Rift Rivals. Nos Playoffs da Etapa de Verão da LPL de 2018, a RNG derrotou o TES por 3–1.
Após a temporada de verão, a RNG conquistou pontos suficientes para participar do Campeonato Mundial de 2018, e ficou em 1º na fase de grupos. Nas eliminatórias, a RNG perdeu as quartas de final para a G2 Esports.

## Problemas Financeiros
Em 2024, o CEO da RNG revelou em que a equipe passava por sérios problemas financeiros, devido a uma dívida milionária, levando a organização  próximo da falência. Diferente das outras equipes chinesas como JDG, Bilibili e Weibo, a RNG não é propriedade de uma grande empresa, mas depende do sucesso esportivo para pagar as contas, além de não conseguir manter seu estádio e a quantidade de funcionários e jogadores, fazendo assim, o CEO anunciar corte de gastos e outras medidas para quitar essa dívida sem declarar falência.

## Títulos
| Torneio                               | Edições                                |
| ------------------------------------- | -------------------------------------- |
| League of Legends Pro League (LPL)    | 2016-1, 2018-1, 2018-2, 2021-1, 2022-1 |
| LPL Regional Finals                   | 2021                                   |
| Mid-Season Invitational               | 2018, 2021, 2022                       |
| Rift Rivals                           | 2017                                   |
| Demacia Cup                           | 2018-1, 2019                           |
| Demacia Championship                  | 2017                                   |
| National Electronic Sports Tournament | 2023                                   |
| National Electronic Sports Open       | 2015                                   |
| World Cyber Arena                     | 2015                                   |